# Turbulentni tok
Turbuléntni tók (tudi vrtínčasti tók) je nestacionarni tok tekočine, pri katerem se tokovnice s časom premikajo, iz njih pa se lahko ustvarjajo vrtinci. Zgled za turbuletni tok je tok po hrapavih ceveh pri visokih vrednostih Reynoldsovega števila (mejna vrednost 2300), vrtinčenje dima sveče ipd. Nasprotje turbulentnega toka je laminarni tok.